# Abu Dhabi

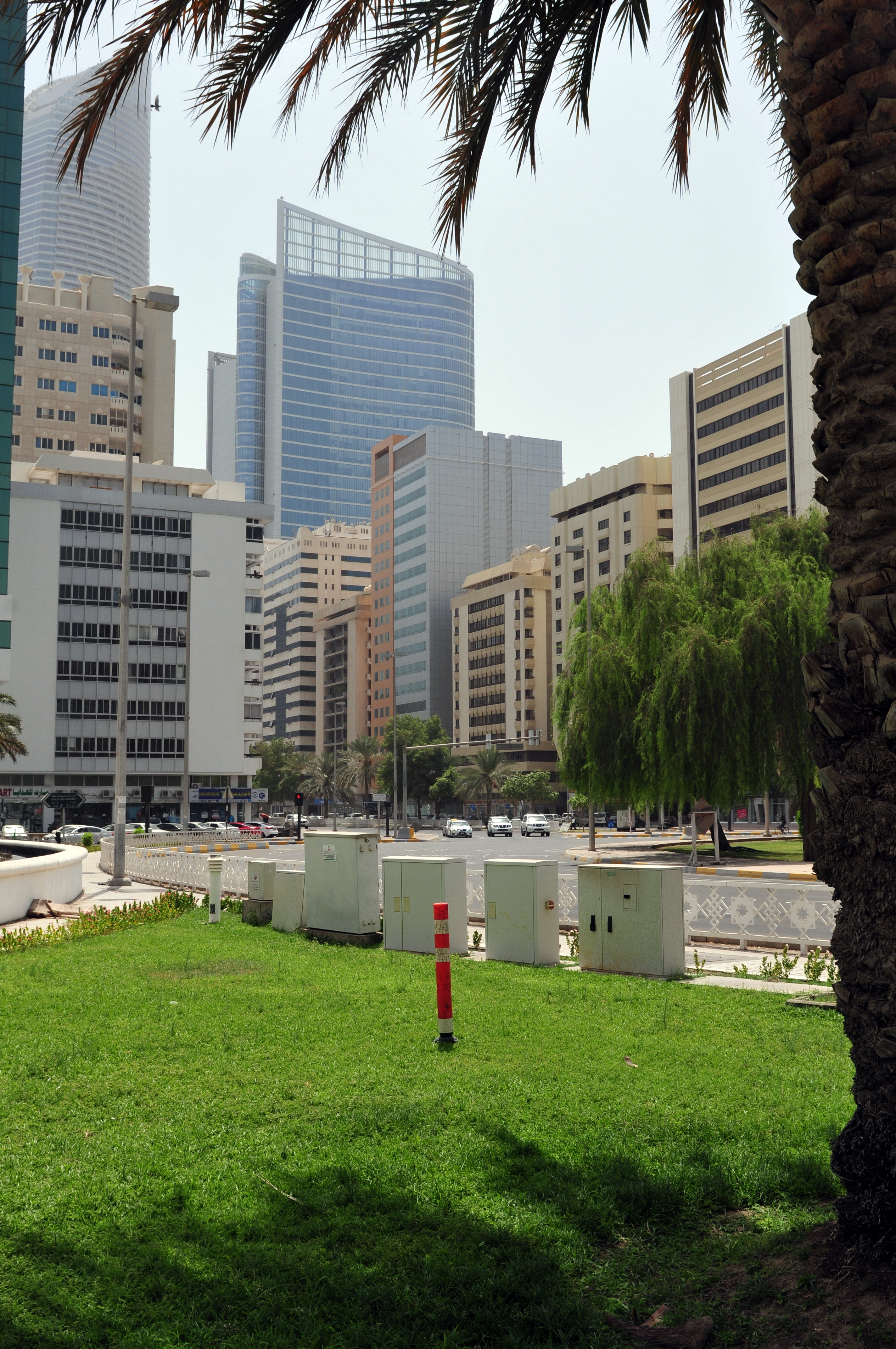
Abu Dhabi

Abu Dhabi (UK /ˈæbuːˈdɑːbi/, US /ˈɑːbuː/; arabă أَبُو ظَبْيٍ   pronunție în arabă [ɐˈbuˈðˤɑbi]) este capitala arabă a Emiratelor Arabe Unite și al doilea oraș arab al Emiratelor Unite (după Dubai). Este, de asemenea, capitala Emiratului Abu Dhabi. Orașul Abu Dhabi este situat pe o insulă din Golful Persic, în largul Coastei Central-Vest. Cea mai mare parte a orașului și a Emiratului se află pe continent, conectat cu restul țării. În 2021, zona urbană a Abu Dhabi avea o populație estimată la 1,5 milioane din 2,9 milioane în emiratul Abu Dhabi, începând cu 2016. Autoritatea de investiții din Abu Dhabi are sediul în oraș și a fost al cincilea cel mai mare fond suveran de avere din lume în 2021. Abu Dhabi însuși are active în valoare de peste un trilion de dolari SUA sub administrare într-o combinație de diferite fonduri suverane cu sediul acolo.
Abu Dhabi găzduiește birouri ale guvernului local și federal și este casa Guvernului Emiratelor Arabe Unite și a Consiliului Suprem al Petrolului. Orașul găzduiește președintele Emiratelor Arabe Unite, care este membru al familiei Al Nahyan. Dezvoltarea și urbanizarea rapidă din Abu Dhabi, împreună cu rezervele masive de petrol și gaze și producția și veniturile medii relativ ridicate, l-au transformat într-o metropolă mare și dezvoltată. Este centrul politic și industrial al țării și un centru mare de cultură și comerț. Abu Dhabi reprezintă aproximativ două treimi din economia de aproximativ 400 de miliarde de dolari din Emiratele Arabe Unite.

## Istorie
Părți din Abu Dhabi au fost colonizate în mileniul al III-lea î.Hr. iar istoria sa timpurie respectă tiparul de creștere a animalelor și de pescuit al regiunii. Abu Dhabi-ul modern își are rădăcinile într-o mare confederație de triburi, Bani Yas, ce a preluat în cele din urmă și controlul zonei ce avea să devină orașul Dubai. În secolul 19, ramurile Abu Dhabi si Dubai ale confederației s-au despărțit. Până la jumătatea secolului XX, economia orașului a fost susținută de creșterea cămilelor, a curmalelor și a legumelor în oazele Al-Ain și Liwa. De asemenea, pescuitul și colectarea perlelor aveau loc în special în lunile de vară. În acele timpuri, oamenii locuiau în colibe făcute din frunze de palmier, denumite local barasti. Familiile bogate locuiau în case construite din chirpici.
În 1939, Șeicul Shakhbut Bin-Sultan Al Nahyan a dat drepturi de cercetare și exploatare a resurselor de petrol, iar prima descoperire a petrolului a avut loc în 1958. La început, banii obținuți din petrol au avut un efect minim asupra economiei. Câteva clădiri cu înălțimi mici au fost construite și primele drumuri asfaltate au apărut în 1961. Șeicul Shakbut a preferat precauția, neștiind cât timp vor mai exista zăcămintele de petrol și a preferat să strângă sumele obținute din industria petrolieră. Fratele său, Zayed bin Sultan Al Nahyan, a observat că resursele de petrol puteau ajuta la transformarea Abu Dhabi-ului. Familia conducătoare a Abu Dhabi-ului a decis ca Șeicul Zayed să îl înlocuiască pe fratele său și să își urmarească viziunea de a transforma orașul. Pe 6 august 1966, cu asistența britanicilor, Șeicul Zayed a devenit noul conducător.
După anunțul britanicilor din 1968 că se vor retrage din zona Golfului Arabiei (Persic) în 1971, Șeicul Zayed a devenit personajul principal în crearea Emiratelor Arabe Unite. După ce Emiratele au devenit independente în 1971, câștigurile din petrol au continuat să crească, transformând orașul dintr-un sat de colibe, într-un oraș modern cu bănci, hoteluri și magazine.

## Guvernare și politică
Alteța Sa, Președintele Șeic Khalifa bin Zayed Al Nahyan este conducătorul ereditar al Abu Dhabi-ului (EAU). Este fiul șeicului Zayed bin Sultan Al Nahyan, primul președinte al Emiratelor Arabe Unite. Fratele său vitreg, General Șeic Mohammed bin Zayed Al Nahyan, este Prințul Moștenitor al Abu Dhabi-ului și are o influența majoră, fiind lider al Consiliului Executiv al Abu Dhabi-ului și lider al Forțelor Armate din Abu Dhabi. Numărul total de membri ai Consiliului Executiv al Abu Dhabi-ului este de aproximativ 98 de persoane, în majoritatea lor membri ai familiei regale si un număr de persoane publice.
Emiratele își mențin conducătorii ereditari, care împreună formează ca și grup, Consiliul Suprem al Conducătorilor din EAU, condus de către Președintele EAU. Deși mandatul președintelui este de cinci ani, Șeicul Zayed bin Sultan Al Nahyan a deținut această funcție de la formarea țării în 1971 și până la moartea sa în 2004. Implicit, se consideră că actualul conducător al Emiratului Abu Dhabi, în același timp și Președinte al țării, va deține această funcție până la moartea sa.

## Economie
Imensele rezerve de hidrocarburi ale EAU îi conferă unul din cele mai mari PIB-uri pe cap de locuitor din lume iar Abu Dhabi deține majoritatea acestor resurse - 95% din petrol și 6% din gaz. Abu Dhabi deține în acest fel 9% din rezervele dovedite de petrol ale lumii (98.2 miliarde de barili) și aproape 5% din rezervele de gaz natural ale lumii (5.8 trilioane de metri cubi). Producția de petrol a EAU este de aproximativ 2.3 milioane de barili pe zi în 2010 și se dorește creșterea producției până la 3 milioane de barili pe zi printr-o serie de proiecte derulate în ritm rapid. În ultimii ani atenția s-a concentrat către gaz deoarece consumul intern pentru producerea electricității, desalinizarea apei de mare și reinjectarea gazului în puțurile de petrol a crescut cererea pentru această resursă. Extracția gazului nu este lipsită de dificultăți, așa cum s-a demonstrat în perimetrul de extragere Shah unde gazul este bogat în sulfat hidrogen și este scumpă prelucrarea sa.
Recent guvernul a început diversificarea planurilor sale economice. Ajutat de prețurile mari ale petrolului, PIB-ul ne-petrol și gaze al țării s-a dezvoltat continuu și acum reprezintă 64% din PIB-ul total al Emiratelor Arabe Unite. Această tendință e vizibilă în Abu Dhabi prin investițiile substanțiale în industrie, piața imobiliară, turism și comerț. Deoarece Abu Dhabi este cel mai mare și cel mai bogat din cele șapte emirate ce compun EAU, a beneficiat și de cele mai mari investiții din banii obținuți din vânzarea petrolului. Eforturile de diversificare a economiei sunt vizibile în finalizarea mai multor zone libere, a Orașului Industrial Abu Dhabi, a zonei libere media twofour54 și de construcția Orașului Industrial Abu Dhabi II. De asemenea, se fac eforturi considerabile de promovare a turismului cu ajutorul Autorității pentru Turism Abu Dhabi și a Companiei pentru Dezvoltare și Investiții în Turism care au în planuri dezvoltarea unor proiecte turistice de mare amploare, cum ar fi Muzeul Național Zayed, Muzeul Luvru și Muzeul Guggenheim.

## Turism
Abu Dhabi este o metropolă de lux, care este un amestec elegant de monumente culturale frumoase și megastructuri puternice din secolul XXI. Este cel mai mare dintre cele șapte Emirate și are de la moschei masive și frumoase, unul dintre cele mai bune parcuri tematice din lume și deșerturi interminabile.
Unul dintre cele mai bogate orașe din lume, Abu Dhabi este un oraș petrolier modern din Golf, care a evoluat de la a fi un sat de pescari la o megacetă în doar câteva decenii. Datorită trecutului său bogat, datând din 3000 î.Hr., Abu Dhabi, spre deosebire de Dubai, și-a păstrat cultura arabă distinctă în mijlocul strălucirii și strălucirii sale. Orașul deșert găzduiește, de asemenea, unele dintre cele mai frumoase și rustice orașe vechi care prezintă trecutul său bogat de comercianți în deșert. Săriți de la superba Moschee Sheikh Zayed, călătoriți pe cel mai rapid roller coaster din lume, asistați la regalitatea arabă la palatul Emirates, piețele Morden, muzee uriașe, plaje frumoase și multe altele.

## Personalități născute aici
- Mansour bin Zayed Al Nahyan⁠(d) (n. 1970), politician, premier al Emiratelor Arabe Unite;
- Khalid Al Qassimi⁠(d) (n. 1972), pilot de curse;
- Yousef Al Otaiba⁠(d) (n. 1974), diplomat;
- Ismail Matar⁠(d) (n. 1983), fotbalist;
- Robert Renwick⁠(d) (n. 1988), înotător scoțian.